# Peter Källoff
Peter William Källoff, född 23 december 1941 i Borås Caroli församling i Älvsborgs län, är en svensk militär.

## Biografi
Peter Källoff avlade officersexamen vid Krigsskolan 1966 och utnämndes samma år till fänrik vid Skaraborgs regemente, där han tjänstgjorde 1966–1977, befordrades till löjtnant 1968 och befordrades till kapten 1972. Han befordrades till major i pansartrupperna 1977 och tjänstgjorde därefter vid bland annat Arméns helikopterskola och Norrbottens arméflygbataljon. Vid denna tid tjänstgjorde som helikopterpilot i arméflyget och intog en ledande roll vid införande av Hkp 9-systemet för pansarbekämpning. Källoff var från 1987 chef för Basenheten vid Östgöta arméflygbataljon, varefter han under 1990-talet tjänstgjorde vid Arméns flygcentrum och inträdde i reserven.
Peter Källoff är ledamot av styrelsen för stiftelsen Svenskt Militärhistoriskt Bibliotek sedan 2007.